# Opere di Gian Lorenzo Bernini
La lista che segue è un elenco incompleto delle opere scultoree, architettoniche e pittoriche di Gian Lorenzo Bernini.

## Scultura
| Immagine | Titolo                                                                    | Data                             | Tipo di scultura        | Materiale                             | Dimensioni in cm                             | Paese              | Città                      | Luogo di conservazione                             | Attribuzione e note |
| -------- | ------------------------------------------------------------------------- | -------------------------------- | ----------------------- | ------------------------------------- | -------------------------------------------- | ------------------ | -------------------------- | -------------------------------------------------- | --- |
|          | Capra Amaltea                                                             | 1609-1615                        | Scultura                | Marmo                                 | h 45                                         | Italia             | Roma                       | Galleria Borghese                                  | Attribuzione incerta. Assegnata al Bernini dal Sandrart e di nuovo dal Longhi nel 1926 |
|          | Busto di Antonio Coppola                                                  | 1612                             | Scultura                | Marmo                                 | h 67                                         | Italia             | Roma                       | Basilica di San Giovanni dei Fiorentini            | Attribuzione incerta. Opera forse del padre Pietro, o di collaborazione |
|          | Busto di Giovanni Battista Santoni                                        | 1613-1616                        | Scultura                | Marmo                                 |                                              | Italia             | Roma                       | Basilica di Santa Prassede                         | Attribuzione certa |
|          | Primavera                                                                 | 1615-1618                        | Scultura                | Marmo                                 |                                              | Italia             |                            | Collezione privata                                 | Attribuzione largamente accettata. Di mano di Gian Lorenzo i fiori. Parte delle cd. Quattro Stagioni Aldobrandini-Strozzi, eseguite in collaborazione con il padre Pietro (cui spettano interamente l'Estate e l'Inverno)              |
|          | Autunno                                                                   | 1615-1618                        | Scultura                | Marmo                                 |                                              | Italia             |                            | Collezione privata                                 | Attribuzione largamente accettata. In collaborazione con il padre Pietro. Di mano di Gian Lorenzo la frutta sulla testa |
|          | Putto con drago                                                           | 1616-1617                        | Scultura                | Marmo                                 | h 55                                         | Stati Uniti        | Los Angeles                | Getty Center                                       | In collaborazione con il padre Pietro |
|          | Fauno molestato da cupidi                                                 | 1616-1617                        | Statua                  | Marmo                                 | h 132                                        | Stati Uniti        | New York                   | Metropolitan Museum of Art                         | In collaborazione con il padre Pietro |
|          | Busto di Giovanni Vigevano                                                | 1616-1618                        | Scultura                | Marmo                                 |                                              | Italia             | Roma                       | Basilica di Santa Maria sopra Minerva              | Attribuzione certa |
|          | San Lorenzo sulla graticola                                               | 1617                             | Statua                  | Marmo                                 | 66x108                                       | Italia             | Firenze                    | Galleria degli Uffizi                              | Attribuzione certa |
|          | San Sebastiano                                                            | 1617-1618                        | Statua                  | Marmo                                 |                                              | Spagna             | Madrid                     | Museo Thyssen-Bornemisza                           | Attribuzione certa |
|          | Putti per la cappella Barberini                                           | 1618-1619                        | Statua                  | Marmo                                 |                                              | Italia             | Roma                       | Basilica di Sant'Andrea della Valle                | Attribuzione certa |
|          | Enea, Anchise e Ascanio                                                   | 1618-1619                        | Gruppo scultoreo        | Marmo                                 | 220 (h)                                      | Italia             | Roma                       | Galleria Borghese                                  | Attribuzione certa |
|          | Busto di papa Paolo V (prima versione)                                    | 1619-1620                        | Scultura                | Marmo                                 | h 78                                         | Stati Uniti        | Malibù                     | Getty Museum                                       | Attribuzione certa. Opera in collezione Borghese fino a fine Ottocento, passata in varie collezioni private e ritornata alla luce nel 2015, quando la fondazione Getty l'ha acquistata all'asta da Sotheby's                           |
|          | Anima dannata                                                             | 1619                             | Scultura                | Marmo                                 |                                              | Italia             | Roma                       | Palazzo di Spagna                                  | Attribuzione certa |
|          | Anima beata                                                               | 1619                             | Scultura                | Marmo                                 |                                              | Italia             | Roma                       | Palazzo di Spagna                                  | Attribuzione certa |
|          | Busto di Camilla Barbadori                                                | 1619                             | Scultura                | Marmo                                 | h 77                                         | Danimarca          | Copenaghen                 | Statens Museum for Kunst                           | Attribuzione certa |
|          | Busto di Antonio Barberini                                                | Secondo decennio del XVII secolo | Scultura                | Marmo                                 | h 65                                         | Italia             | Roma                       | Gallerie nazionali d'arte antica                   | Opera di Giuliano Finelli su disegno del Bernini |
|          | Ermafrodito dormiente                                                     | 1620                             | Statua                  | Marmo                                 |                                              | Francia            | Parigi                     | Museo del Louvre                                   | Bernini scolpì il materasso su cui giace la statua romana |
|          | Busto di papa Gregorio XV                                                 | 1621                             | Scultura                | Marmo                                 | h 83                                         | Canada             | Toronto                    | Art Gallery of Ontario                             | Attribuzione certa |
|          | Ratto di Proserpina                                                       | 1621-1622                        | Gruppo scultoreo        | Marmo                                 | h 255                                        | Italia             | Roma                       | Galleria Borghese                                  | Attribuzione certa |
|          | Busto di papa Gregorio XV                                                 | 1621-1622                        | Scultura                | Bronzo                                | h 60                                         | Italia             | Bologna                    | Museo Civico Medievale                             | Attribuzione certa |
|          | Busto di papa Gregorio XV                                                 | 1621-1622                        | Scultura                | Bronzo                                | h 64                                         | Stati Uniti        | Pittsburgh                 | Carnegie Museum of Art                             | Attribuzione certa |
|          | Busto di papa Gregorio XV                                                 | 1621-1622                        | Scultura                | Bronzo                                |                                              | Italia             | Genova                     | Palazzo del Principe                               | Attribuzione certa |
|          | Busto di papa Gregorio XV                                                 | 1622                             | Scultura                | Bronzo                                | h 78                                         | Francia            | Parigi                     | Museo Jacquemart-André                             | Attribuzione certa |
|          | Nettuno e Tritone                                                         | 1622-1623                        | Gruppo scultoreo        | Marmo                                 | h 182                                        | Regno Unito        | Londra                     | Victoria and Albert Museum                         | Attribuzione certa |
|          | Busto di papa Urbano VIII                                                 | Post 1623                        | Scultura                | Marmo                                 | h 65                                         | Italia             | Roma                       | Chiesa di San Lorenzo in Fonte                     | Attribuzione incerta |
|          | Fauno Barberini                                                           |                                  | Statua                  | Marmo                                 |                                              | Germania           | Monaco di Baviera          | Gliptoteca                                         | Restauro |
|          | Busto del Monsignor Pedro de Foix Montoya                                 | 1621                             | Scultura                | Marmo                                 |                                              | Italia             | Roma                       | Chiesa di Santa Maria in Monserrato degli Spagnoli | Attribuzione certa |
|          | Busto del cardinale Giovanni Dolfin                                       | 1621                             | Scultura                | Marmo                                 |                                              | Italia             | Venezia                    | Chiesa di San Michele in Isola                     | Attribuzione dubbia. Probabile esecuzione del padre Pietro, autore del resto del monumento |
|          | Ares Ludovisi                                                             | 1622                             | Statua                  | Marmo                                 |                                              | Italia             | Roma                       | Museo nazionale romano                             | Restauro. Appartengono al Bernini l'elsa della spada di Ares, il suo naso e varie parti, fra cui la testa, dell'amorino ai suoi piedi                                                                                                  |
|          | Busto del cardinale de Sourdis                                            | 1622                             | Scultura                | Marmo                                 | h 75                                         | Francia            | Bordeaux                   | Museo d'Aquitania                                  | Attribuzione certa |
|          | Busto del cardinale Bellarmino                                            | 1622                             | Scultura                | Marmo                                 |                                              | Italia             | Roma                       | Chiesa del Gesù                                    | Attribuzione certa |
|          | Busto di Antonio Cepparelli                                               | 1622                             | Scultura                | Marmo                                 |                                              | Italia             | Roma                       | Basilica di San Giovanni dei Fiorentini            | Attribuzione certa |
|          | Busto del cardinale Alessandro Peretti Montalto                           | 1622-1623                        | Scultura                | Marmo                                 | 88x65                                        | Germania           | Amburgo                    | Hamburger Kunsthalle                               | Attribuzione certa |
|          | Busto di papa Paolo V (seconda versione)                                  | 1622-1623                        | Scultura                | Marmo                                 | h 36                                         | Italia             | Roma                       | Galleria Borghese                                  | Attribuzione certa |
|          | Busto di Carlo Antonio Dal Pozzo                                          | 1622-1624                        | Scultura                | Marmo                                 | h 82                                         | Regno Unito        | Edimburgo                  | National Gallery of Scotland                       | Attribuzione certa |
|          | Apollo e Dafne                                                            | 1622-1625                        | Gruppo scultoreo        | Marmo                                 | 243 (h)                                      | Italia             | Roma                       | Galleria Borghese                                  | Attribuzione certa |
|          | Busto di papa Paolo V (terza versione)                                    | 1623                             | Scultura                | Bronzo                                | 66 (h)                                       | Danimarca          | Copenaghen                 | Statens Museum for Kunst                           | Attribuzione incerta. Potrebbe trattarsi di una copia della versione conservata alla Galleria Borghese come di un originale |
|          | Busto di Francesco Barberini                                              | 1623                             | Scultura                | Marmo                                 |                                              | Stati Uniti        | Washington                 | National Gallery of Art                            | Attribuzione certa |
|          | Busto del cardinale Melchior Khlesl                                       | 1623 circa                       | Scultura                | Marmo                                 |                                              | Austria            | Wiener Neustadt            | Cattedrale di Wiener Neustadt                      | Attribuzione certa |
|          | David                                                                     | 1623-1624                        | Statua                  | Marmo                                 | 170 (h)                                      | Italia             | Roma                       | Galleria Borghese                                  | Attribuzione certa |
|          | Santa Bibiana                                                             | 1624-1626                        | Statua                  | Marmo                                 | 191 (h)                                      | Italia             | Roma                       | Chiesa di Santa Bibiana                            | Attribuzione certa |
|          | Baldacchino di San Pietro                                                 | 1624-1633                        | Scultura                | Bronzo, basamento in marmo            | h 2850                                       | Città del Vaticano | Città del Vaticano         | Basilica di San Pietro in Vaticano                 | Con Francesco Borromini |
|          | Busto di papa Urbano VIII                                                 | 1625-1626 circa                  | Scultura                | Marmo                                 |                                              | Canada             | Ottawa                     | National Gallery of Canada                         | Attribuzione certa |
|          | Angeli della basilica di Sant'Agostino                                    | 1627-1628                        | Statua                  | Marmo                                 |                                              | Italia             | Roma                       | Basilica di Sant'Agostino in Campo Marzio          | Attribuzione certa, forse con aiuti |
|          | Sepolcro di papa Urbano VIII                                              | 1627-1647                        | Scultura                | Marmo e bronzo dorato                 |                                              | Città del Vaticano | Città del Vaticano         | Basilica di San Pietro in Vaticano                 | Attribuzione certa. La statua del papa è opera del Bernini, il monumento è eseguito con la collaborazione della bottega |
|          | Busto del cardinale Agostino Valier                                       | 1629                             | Scultura                | Marmo                                 | h 64                                         | Italia             | Venezia                    | Galleria Franchetti alla Ca' d'Oro                 | Attribuzione certa |
|          | Busto del cardinale Pietro Valier                                         | 1629                             | Scultura                | Marmo                                 | h 59                                         | Italia             | Venezia                    | Galleria Franchetti alla Ca' d'Oro                 | Attribuzione certa |
|          | Statua di Carlo Barberini                                                 | 1630                             | Statua                  | Marmo                                 |                                              | Italia             | Roma                       | Palazzo dei Conservatori                           | Con Alessandro Algardi, da un originale tronco romano. Del Bernini è la testa |
|          | Busto di papa Urbano VIII                                                 | 1630-1631                        | Statua                  | Bronzo e porfido                      |                                              | Italia             | Roma                       | Collezione privata                                 | Attribuzione certa, eseguito insieme a Tommaso Fedeli per la mozzetta in porfido |
|          | San Longino                                                               | 1631-1638                        | Statua                  | Marmo                                 | 440x440                                      | Città del Vaticano | Città del Vaticano         | Basilica di San Pietro in Vaticano                 | Attribuzione certa |
|          | Busto di papa Urbano VIII                                                 | 1632 circa                       | Scultura                | Bronzo                                | h 81                                         | Città del Vaticano | Città del Vaticano         | Biblioteca Apostolica Vaticana                     | Attribuzione certa |
|          | Busto di papa Urbano VIII                                                 | 1632 circa                       | Scultura                | Marmo                                 | h 83                                         | Italia             | Roma                       | Galleria Nazionale d'Arte Antica-Palazzo Barberini | Attribuzione certa, forse con interventi della bottega |
|          | Busto di papa Urbano VIII                                                 | 1632-1633                        | Scultura                | Marmo                                 | h 83 (senza basamento) o 102 (con basamento) | Italia             | Roma                       | Galleria Nazionale d'Arte Antica-Palazzo Barberini | Attribuzione certa |
|          | Busti di Scipione Borghese                                                | 1632                             | Scultura                | Marmo                                 |                                              | Italia             | Roma                       | Galleria Borghese                                  | Attribuzione certa |
|          | Monumento funerario di Matilde di Canossa                                 | 1633-1637                        | Scultura                | Marmo                                 |                                              | Città del Vaticano | Città del Vaticano         | Basilica di San Pietro in Vaticano                 | Paternità del Bernini solo per alcuni dettagli della figura centrale |
|          | Pasce Oves Meas                                                           | 1639-1644                        | Scultura                | Marmo                                 |                                              | Città del Vaticano | Città del Vaticano         | Basilica di San Pietro in Vaticano                 | Eseguito da aiuti |
|          | Busto di Costanza Bonarelli                                               | 1636-1637                        | Scultura                | Marmo                                 | 72 (h)                                       | Italia             | Firenze                    | Museo nazionale del Bargello                       | Attribuzione certa |
|          | Busti di Paolo Giordano Orsini I e sua moglie Isabella de' Medici         | 1635                             | Scultura                | Marmo                                 |                                              |                    |                            |                                                    | Opere perdute, di cui si conoscono numerose repliche |
|          | Statua di Urbano VIII                                                     | 1635-1640                        | Statua                  | Marmo                                 | h 260                                        | Italia             | Roma                       | Palazzo dei Conservatori                           | Con aiuti |
|          | Busto di Carlo I d'Inghilterra                                            | 1635-1640                        | Scultura                | Marmo                                 |                                              | Regno Unito        | Londra                     | Palazzo di Whitehall                               | Opera perduta in un incendio, se ne conosce l'aspetto da un'incisione e alcune copie |
|          | Iscrizione di marmo per papa Urbano VIII                                  | 1636                             | Scultura                | Marmo                                 |                                              | Italia             | Roma                       | Basilica di Santa Maria in Aracoeli                | |
|          | Monumento funerario di Ippolito Merenda                                   | 1636-1638                        | Scultura                | Marmo                                 |                                              | Italia             | Roma                       | Chiesa di San Giacomo alla Lungara                 | Eseguito da aiuti, un pagamento a Lorenzo Flori del 1641 |
|          | Busto di Thomas Baker                                                     | 1638                             | Scultura                | Marmo                                 |                                              | Regno Unito        | Londra                     | Victoria and Albert Museum                         | In gran parte realizzato da Andrea Bolgi |
|          | Medusa                                                                    | 1638-1645                        | Scultura                | Marmo                                 |                                              | Italia             | Roma                       | Musei Capitolini                                   | Attribuzione tradizionale, non unanimemente accettata |
|          | Monumento funebre di Alessandro Valtrini                                  | 1639                             | Scultura                | Marmo                                 |                                              | Italia             | Roma                       | Basilica di San Lorenzo in Damaso                  | Realizzato dalla bottega |
|          | Estasi di san Francesco                                                   | 1640-1650 circa                  | Altorilievo             |                                       |                                              | Italia             | Roma                       | Chiesa di San Pietro in Montorio                   | Altare della cappella Raimondi. Francesco Baratta su disegno del Bernini |
|          | Monumento funebre di Girolamo Raimondi                                    | 1642-1649 circa                  | Scultura e bassorilievo |                                       |                                              | Italia             | Roma                       | Chiesa di San Pietro in Montorio                   | Parte della decorazione scultorea della cappella Raimondi. Andrea Bolgi su disegno del Bernini |
|          | Monumento funebre di Francesco Raimondi                                   | 1642-1649 circa                  | Scultura e bassorilievo |                                       |                                              | Italia             | Roma                       | Chiesa di San Pietro in Montorio                   | Parte della decorazione scultorea della cappella Raimondi. Andrea Bolgi su disegno del Bernini |
|          | Busto del cardinale Richelieu                                             | 1641                             | Scultura                | Marmo                                 | h 83                                         | Francia            | Parigi                     | Museo del Louvre                                   | Attribuzione certa |
|          | Santa Francesca Romana                                                    | 1644-1649                        | Scultura                | Bronzo dorato                         |                                              | Italia             | Roma                       | Basilica di Santa Francesca Romana                 | Opera perduta. Al suo posto è collocata una copia ottocentesca in marmo, opera di Giosuè Meli |
|          | Estasi di santa Teresa d'Avila                                            | 1647-1652                        | Gruppo scultoreo        | Marmo                                 | 350 (h)                                      | Italia             | Roma                       | Chiesa di Santa Maria della Vittoria               | Attribuzione certa |
|          | La famiglia Cornaro assiste all'estasi di santa Teresa (rilievo destro)   | 1647-1652                        | Altorilievo             | Marmo                                 |                                              | Italia             | Roma                       | Chiesa di Santa Maria della Vittoria               | Ritratti eseguiti dagli aiuti; secondo le fonti Bernini scolpì personalmente una testa |
|          | La famiglia Cornaro assiste all'estasi di santa Teresa (rilievo sinistro) | 1647-1652                        | Altorilievo             | Marmo                                 |                                              | Italia             | Roma                       | Chiesa di Santa Maria della Vittoria               | Vedi sopra |
|          | Verità svelata dal Tempo                                                  | 1646-1652                        | Statua                  | Marmo                                 | 280 (h)                                      | Italia             | Roma                       | Galleria Borghese                                  | Attribuzione certa |
|          | Noli me tangere                                                           | 1649-1652                        | Gruppo scultoreo        | Marmo                                 |                                              | Italia             | Roma                       | Chiesa dei Santi Domenico e Sisto                  | Opera di Antonio Raggi, su disegno generalmente attribuito al Bernini a cui si deve il progetto della cappella |
|          | Reliquiario della Santa Croce                                             | 1650 circa                       | Reliquiario             | Bronzo dorato e argento               |                                              | Italia             | Osimo                      | Museo Diocesano                                    | Attribuzione avanzata recentemente: si conserva a Lipsia uno schizzo autografo berniniano in rapporto con il reliquiario, che è ricordato come opera dell'artista in un manoscritto del 1652                                           |
|          | Busto di papa Innocenzo X (prima versione)                                | 1650                             | Scultura                | Marmo                                 |                                              | Italia             | Roma                       | Galleria Doria Pamphilj                            | Attribuzione certa |
|          | Busto di papa Innocenzo X (seconda versione)                              | 1650                             | Scultura                | Marmo                                 |                                              | Italia             | Roma                       | Galleria Doria Pamphilj                            | Attribuzione certa |
|          | Corpus                                                                    | 1650                             | Statua                  | Bronzo                                | 233x166                                      | Canada             | Toronto                    | Art Gallery of Ontario                             | Attribuzione certa |
|          | Busto di Francesco I d'Este                                               | 1650-1651                        | Scultura                | Marmo                                 | 106×98×50                                    | Italia             | Modena                     | Galleria Estense                                   | Attribuzione certa |
|          | Memoria a Maria Raggi                                                     | 1651-1653                        | Scultura                | Marmo, bronzo dorato                  |                                              | Italia             | Roma                       | Basilica di Santa Maria sopra Minerva              | Attribuzione certa, modelli realizzati da Lazzaro Morelli |
|          | Statua del Moro                                                           | 1651-1653                        | Scultura                | Marmo                                 |                                              | Italia             | Roma                       | Piazza Navona                                      | Giovanni Antonio Mari su modello del Bernini. Bozzetto autografo a Fort Worth |
|          | Santa Barbara                                                             | 1652-1657                        | Scultura                | Marmo                                 |                                              | Italia             | Rieti                      | Cattedrale di Santa Maria Assunta                  | Giovanni Antonio Mari su disegno del Bernini |
|          | Monumento funerario del cardinale Domenico Pimentel                       | 1653                             | Scultura                | Marmo                                 |                                              | Italia             | Roma                       | Basilica di Santa Maria sopra Minerva              | Attribuzione certa, opera interamente eseguita da aiuti |
|          | Cristo crocifisso                                                         | 1655                             | Gruppo scultoreo        | Marmo                                 | 233x166                                      | Spagna             | San Lorenzo de El Escorial |                                                    | Attribuzione certa |
|          | Busto di papa Urbano VIII                                                 | 1655-1656                        | Scultura                | Bronzo                                | h 105                                        | Francia            | Parigi                     | Museo del Louvre                                   | Attribuzione certa. Prima fusione da uno stesso modello da cui è tratta anche la versione di proprietà degli eredi Corsini |
|          | Busto di papa Urbano VIII                                                 | forse 1658                       | Scultura                | Bronzo                                | h 101,5                                      | Italia             | Firenze                    | Collezione privata, principi Corsini               | Attribuzione certa, seconda fusione dallo stesso modello della versione conservata al Louvre. Riconosciuto come autografo dalla Galleria Borghese, intenzionata ad acquistarlo dagli eredi                                             |
|          | Daniele e il leone                                                        | 1655-1657                        | Statua                  | Marmo                                 |                                              | Italia             | Roma                       | Basilica di Santa Maria del Popolo-Cappella Chigi  | Attribuzione certa |
|          | Lampadario con corona e cherubini                                         | 1656-1657                        | Suppellettile sacra     | Bronzo, in parte dorato               |                                              | Italia             | Roma                       | Basilica di Santa Maria del Popolo-Cappella Chigi  | Attribuzione certa |
|          | Angeli che trattengono il drappeggio                                      | 1656-1657                        | Scultura                | Stucco                                |                                              | Città del Vaticano | Città del Vaticano         | Sala Ducale                                        | Attribuzione certa, opera in stucco eseguita da Antonio Raggi |
|          | Abacuc e l'angelo                                                         | 1656-1661                        | Gruppo scultoreo        | Marmo                                 |                                              | Italia             | Roma                       | Basilica di Santa Maria del Popolo                 | Attribuzione certa |
|          | Madonna col Bambino                                                       | 1656-1663                        | Gruppo scultoreo        | Marmo                                 |                                              | Francia            | Parigi                     | Chiesa di Saint Joseph des Carmes                  | Progetto eseguito da Antonio Raggi |
|          | Cattedra di San Pietro                                                    | 1656-1665                        | Scultura                | Marmo, bronzo, stucco bianco e dorato |                                              | Città del Vaticano | Città del Vaticano         | Basilica di San Pietro in Vaticano                 | Modelli per i quattro Dottori e per altre figure |
|          | Statue del Colonnato di San Pietro                                        | 1656-1671                        | Scultura                | Travertino                            |                                              | Città del Vaticano | Città del Vaticano         | Piazza San Pietro                                  | Realizzate dalla bottega |
|          | San Girolamo                                                              | 1661-1663                        | Scultura                | Marmo                                 |                                              | Italia             | Siena                      | Duomo di Siena                                     | Con aiuti |
|          | Santa Maria Maddalena                                                     | 1661-1663                        | Scultura                | Marmo                                 |                                              | Italia             | Siena                      | Duomo di Siena                                     | Con aiuti |
|          | Monumento a papa Alessandro VII                                           | 1661-1663                        | Scultura                | Marmo e bronzo dorato                 |                                              | Italia             | Siena                      | Duomo di Siena                                     | Progetto realizzato da Antonio Raggi |
|          | Monumenti della cappella da Sylva                                         | 1662-1663 circa                  | Scultura                | Marmi                                 |                                              | Italia             | Roma                       | Chiesa di Sant'Isidoro a Capo le Case              | Progetto realizzato da aiuti, forse Paolo Naldini e Giulio Cartari |
|          | Busto di Luigi XIV                                                        | 1665                             | Scultura                | Marmo                                 | 80 (h)                                       | Francia            | Versailles                 | Reggia di Versailles                               | Attribuzione certa |
|          | Crocifisso-tabernacolo e sei candelieri                                   | 1666                             | Suppellettili sacre     | Bronzo                                |                                              | Italia             | Ariccia                    | Collegiata di Santa Maria Assunta                  | Attribuzione certa |
|          | Elefantino della Minerva                                                  | 1666-1667                        | Scultura                | Marmo                                 | h 720 (con basamento)                        | Italia             | Roma                       | Piazza della Minerva                               | Attribuzione certa. Opera di Ercole Ferrata su disegno del Bernini |
|          | Angeli di Ponte Sant'Angelo                                               | 1667-1669                        | Scultura                | Marmo                                 |                                              | Italia             | Roma                       | Ponte Sant'Angelo                                  | Due angeli opera del Bernini, con la collaborazione di Giulio Cartari: quello col cartiglio INRI e quello con la corona di spine, seconde versioni degli angeli a Sant'Andrea delle Fratte (v. sotto). Gli altri sono di collaboratori |
|          | Angelo con la corona di spine                                             | 1667-1669                        | Statua                  | Marmo                                 |                                              | Italia             | Roma                       | Basilica di Sant'Andrea delle Fratte               | Attribuzione certa |
|          | Angelo con il titolo della croce                                          | 1667-1669                        | Statua                  | Marmo                                 |                                              | Italia             | Roma                       | Basilica di Sant'Andrea delle Fratte               | Attribuzione certa |
|          | Visione di Costantino                                                     | 1662-1669                        | Statua                  | Marmo                                 |                                              | Città del Vaticano | Città del Vaticano         | Scala Regia                                        | Attribuzione certa |
|          | Statua equestre di Luigi XIV                                              | 1669-1684                        | Statua                  | Marmo                                 |                                              | Francia            | Versailles                 | Reggia di Versailles                               | Opera eseguita da pensionanti dell'Accademia di Francia su modello del Bernini. Soggetto modificato successivamente in Marco Curzio |
|          | Busto di Gabriele Fonseca                                                 | 1668-1674                        | Scultura                | Marmo                                 |                                              | Italia             | Roma                       | Basilica di San Lorenzo in Lucina                  | Attribuzione certa |
|          | Specchio di Cristina di Svezia                                            | 1670 circa                       | Scultura                | Marmo                                 |                                              | Sconosciuto        | Sconosciuta                | Sconosciuto                                        | Perduto |
|          | Estasi della beata Ludovica Albertoni                                     | 1671-1674                        | Scultura                | Marmo e diaspro                       |                                              | Italia             | Roma                       | Chiesa di San Francesco a Ripa                     | Attribuzione certa |
|          | Monumento funebre di Alessandro VII                                       | 1671-1678                        | Scultura                | Marmo e bronzo dorato                 |                                              | Città del Vaticano | Città del Vaticano         | Basilica di San Pietro in Vaticano                 | Attribuzione certa. Progetto del Bernini, interamente eseguito da aiuti, tra cui Giuseppe Mazzuoli e Michele Maille, tranne forse qualche colpo di scalpello nel volto del papa.                                                       |
|          | Ciborio dell'altare del Santissimo Sacramento                             | 1673-1674 circa                  | Tabernacolo             | Bronzo dorato, argento, lapislazzuli  |                                              | Città del Vaticano | Città del Vaticano         | Basilica di San Pietro in Vaticano                 | Attribuzione certa |
|          | Busto di papa Clemente X                                                  | 1675-1680                        | Statua                  | Marmo                                 | h 110                                        | Italia             | Roma                       | Gallerie nazionali d'arte antica-Palazzo Barberini | Attribuzione certa |
|          | Salvator Mundi                                                            | 1679                             | Scultura                | Marmo                                 | h 103                                        | Italia             | Roma                       | Basilica di San Sebastiano fuori le mura           | Attribuzione generalmente accettata, messa in dubbio dal Montanari |
|          | Salvator Mundi                                                            | 1679                             | Scultura                | Marmo                                 |                                              | Stati Uniti        | Norfolk (Virginia)         | Chrysler Museum of Art                             | Attribuzione incerta |

## Pittura
| Immagine | Titolo                                                 | Data            | Tipo              | Materiale                           | Dimensioni in cm | Paese              | Città              | Luogo di conservazione                             | Attribuzione e note |
| -------- | ------------------------------------------------------ | --------------- | ----------------- | ----------------------------------- | ---------------- | ------------------ | ------------------ | -------------------------------------------------- | --- |
|          | Autoritratto giovanile                                 | 1623            | Pittura           | Olio su tela                        | 38 x 30          | Italia             | Roma               | Galleria Borghese                                  | Attribuzione certa |
|          | Ritratto di Virginio Cesarini                          | 1623-1624       | Pittura           | Olio su tela                        | 55x45            | Italia             | Milano             | Collezione Koelliker                               | Attribuzione |
|          | Autoritratto mentre disegna                            | 1623-1625       | Pittura           | Olio su tela                        | 47x38,7          | Italia             | Milano             | Collezione Koelliker                               | Attribuzione |
|          | Autoritratto                                           | 1623-1625       | Pittura           | Olio su tela                        | 44x33,5          | Francia            | Montpellier        | Museo Fabre                                        | Attribuzione dubbia |
|          | Autoritratto in veste di David con la testa di Golia   | 1624-1625       | Pittura           | Olio su tela                        | 75x65,5          | Italia             | Roma               | Galleria Nazionale d'Arte Antica-Palazzo Barberini | Attribuzione certa |
|          | Ritratto di Pietro da Cortona                          | 1625-1630 circa | Pittura           | Olio su tela                        |                  |                    |                    | Collezione privata                                 | Attribuzione |
|          | Sant'Andrea e san Tommaso                              | 1627            | Pittura           | Olio su tela                        |                  | Regno Unito        | Londra             | National Gallery                                   | Attribuzione certa |
|          | Ritratto di fanciullo                                  | 1627            | Pittura           | Olio su tela                        | 67,6x50          | Città del Vaticano | Città del Vaticano | Pinacoteca vaticana                                | Attribuzione certa |
|          | Vecchione biblico                                      | 1627-1630 circa | Pittura           | Olio su tela                        | 64x50,5          |                    |                    | Collezione privata                                 | Attribuzione recente nella mostra "Bernini pittore" |
|          | Testa di apostolo                                      | 1628-1630 circa | Pittura           | Olio su tela                        |                  |                    |                    | Collezione privata                                 | |
|          | Ritratto di giovane artista, detto il Poussin          | 1628-1629       | Pittura           | Olio su tela                        | 47x37            | Regno Unito        | York               | York City Art Gallery                              | Attribuzione in sede di vendita |
|          | Ritratto di Pietro Bernini                             | 1629            | Pittura           | Olio su tela                        | 65x50            | Italia             | Roma               | Accademia nazionale di San Luca                    | Tradizionalmente attribuito a Gian Lorenzo |
|          | Ritratto di giovane sbarbato (Domenico Bernini Senior) | 1629-1630 circa | Pittura           | Olio su tela                        |                  | Regno Unito        | Londra             | Collezione privata                                 | |
|          | Profilo di giovane                                     | 1630 circa      | Pittura           | Olio su tela                        | 40x31            |                    |                    | Collezione privata                                 | Attribuzione incerta, avanzata dal Petrucci nel 2006 e respinta l'anno dopo da Montanari |
|          | Ritratto di Pietro da Cortona                          | 1630 circa      | Pittura           | Olio su tela                        | 35x35            | Italia             |                    | Collezione privata                                 | Attribuzione incerta, avanzata in un expertise del 2004 da Francesco Petrucci |
|          | Autoritratto malinconico                               | 1630 circa      | Pittura           | Olio su tela                        | 43x34,2          |                    |                    | Collezione privata                                 | Attribuzione certa |
|          | Sansone sbarra il leone                                | 1631            | Pittura           | Olio su tela                        | 196x148          |                    |                    | Collezione privata                                 | Attribuzione incerta, per il Montanari opera di bottega |
|          | Autoritratto in veste di David                         | 1630-1635       | Pittura           | Olio su tela                        | 67x50            |                    |                    | Collezione privata                                 | Attribuzione incerta, forse opera di Carlo Pellegrini |
|          | Ritratto di giovane                                    | 1630-1635 circa | Pittura           | Olio su tela                        |                  |                    |                    |                                                    | |
|          | Ritratto di papa Urbano VIII                           | 1632            | Pittura           | Olio su tela                        | 67x50            | Italia             | Roma               | Galleria nazionale d'arte antica-Palazzo Barberini | Attribuzione certa |
|          | Ritratto di giovane                                    | 1635 circa      | Pittura           | Olio su tela                        | 47,6x38,4        |                    |                    | Collezione privata                                 | Attribuzione incerta, avanzata dal Petrucci in sede d'asta |
|          | Autoritratto                                           | 1635-1638       | Pittura           | Olio su tela                        | 46x32            | Spagna             | Madrid             | Museo del Prado                                    | Attribuzione incerta |
|          | Autoritratto in età matura                             | 1635-1640       | Pittura           | Olio su tela                        | 62x46            | Italia             | Firenze            | Galleria degli Uffizi                              | Attribuzione certa |
|          | Ritratto di giovane                                    | 1635-1640 circa | Pittura           | Olio su tela                        |                  | Regno Unito        | Londra             | Collezione privata                                 | |
|          | San Sebastiano                                         | 1635-1644 circa | Pittura           | Olio su tela                        |                  |                    |                    | Collezione privata                                 | |
|          | Autoritratto in età matura                             | 1636-1639       | Pittura           | Olio su tela                        | 53x43            | Italia             | Roma               | Galleria Borghese                                  | Attribuzione certa |
|          | Ritratto di Costanza Bonarelli                         | 1636-1639       | Pittura           | Olio su tela                        | 53x?             | Sconosciuto        | Sconosciuta        | Sconosciuto                                        | Opera perduta o non ancora identificata, un tempo la metà destra del dipinto che la precede in questo elenco                                                                                       |
|          | Ritratto di fanciullo                                  | 1638            | Pittura           | Olio su tela                        | 33,5x28          | Italia             | Roma               | Galleria Borghese                                  | Attribuzione certa |
|          | Autoritratto in veste di Marte                         | 1640            | Pittura           | Olio su tela                        | 40x30,2          |                    |                    | Collezione privata                                 | Attribuzione generalmente accettata, ma respinta da Tomaso Montanari |
|          | Cristo deriso                                          | 1644-1655 circa | Pittura           | Olio su tela                        |                  | Regno Unito        | Londra             | Collezione privata                                 | Attribuzione certa |
|          | Scheletri                                              | 1645-1652 circa | Commesso marmoreo | Marmi vari                          |                  | Italia             | Roma               | Chiesa di Santa Maria della Vittoria               | Attribuzione certa. Tarsie marmoree nel pavimento della Cappella Cornaro progettata interamente dal Bernini                                                                                        |
|          | Mors ad caelos                                         | 1650            | Commesso marmoreo | Marmi vari                          |                  | Italia             | Roma               | Basilica di Santa Maria del Popolo-Cappella Chigi  | Attribuzione certa. Tarsia marmorea al centro del pavimento eseguita su disegno del Bernini. Le lettere maiuscole nell'iscrizione riportano la data dell'opera in numeri romani (MDCL, ossia 1650) |
|          | Ritratto di Johann Paul Schor                          | 1655-1667       | Pittura           | Olio su tela                        |                  | Italia             | Perugia            | Galleria nazionale dell'Umbria                     | Attribuzione certa |
|          | Salvator Mundi                                         | 1663 circa      | Disegno murale    | Sanguigna e pietra nera su intonaco |                  | Italia             | Roma               | Collezione privata eredi Bernini                   | |
|          | San Giuseppe col Bambino                               | 1663            | Disegno murale    | Sanguigna e pietra nera su intonaco |                  | Italia             | Ariccia            | Palazzo Chigi                                      | Firmata e datata |
|          | Ritratto di Giovanni Battista Gaulli detto il Baciccio | 1666 circa      | Pittura           | Olio su tela                        |                  |                    |                    | Collezione privata                                 | |
|          | Ritratto di papa Clemente IX                           | 1668-1669 circa | Pittura           | Olio su tela                        |                  |                    |                    | Collezione privata                                 | |
|          | Sanguis Christi                                        | 1670            | Pittura           | Olio su tela                        |                  |                    |                    |                                                    | Opera eseguita in varie versioni (variamente attribuite al Borgognone e alla bottega del Bernini) su disegno di Gian Lorenzo                                                                       |

## Architettura
| Immagine | Titolo                                 | Data                     | Tipo                            | Materiale                            | Paese              | Città              | Luogo di conservazione               | Attribuzione e note |
| -------- | -------------------------------------- | ------------------------ | ------------------------------- | ------------------------------------ | ------------------ | ------------------ | ------------------------------------ | --- |
|          | Santa Bibiana                          | 1625                     | Architettura, scultura          | Marmo, travertino, laterizio         | Italia             | Roma               | Via Giovanni Giolitti                | Attribuzione certa. Realizzazione della facciata e interventi interni |
|          | Palazzo Barberini                      | 1625-1633                | Architettura                    | Travertino, laterizio                | Italia             | Roma               | Via delle Quattro Fontane            | Bernini assunse la direzione dei lavori dal 1629, alla morte di Carlo Maderno. Si attribuiscono a lui la facciata e lo scalone sinistro, a pianta quadrata, mentre lo scalone elicoidale destro è opera del Borromini |
|          | Fontana della Barcaccia                | 1627                     | Architettura, scultura          | Travertino                           | Italia             | Roma               | Piazza di Spagna                     | Attribuzione certa |
|          | Balconcini sui pilastri                | 1633-1640                | Scultura, architettura          | Marmo                                | Città del Vaticano | Città del Vaticano | Basilica di San Pietro in Vaticano   | Attribuzione certa |
|          | Palazzo del Quirinale                  | 1638                     | Architettura                    | Travertino, laterizio                | Italia             | Roma               | Piazza del Quirinale                 | Attribuzione certa. Lavori sulla facciata: disegno della Loggia delle Benedizioni e, probabilmente, della cd. Torre della Guardia Svizzera                                                                            |
|          | Cappella Raimondi                      | 1640 circa               | Architettura, scultura          | Marmi e stucchi                      | Italia             | Roma               | Chiesa di San Pietro in Montorio     | Attribuzione certa |
|          | Fontana del Tritone                    | 1642-1643                | Architettura, scultura          | Travertino                           | Italia             | Roma               | Piazza Barberini                     | Attribuzione certa |
|          | Fontana delle Api                      | 1644                     | Architettura, scultura          | Travertino                           | Italia             | Roma               | Piazza Barberini                     | Attribuzione certa |
|          | Cappella Cornaro                       | 1645-1652 circa          | Architettura, scultura, pittura | Marmo                                | Italia             | Roma               | Chiesa di Santa Maria della Vittoria | Attribuzione certa |
|          | Fontana dei Quattro Fiumi              | 1648-1651                | Architettura, scultura          | Travertino e marmo                   | Italia             | Roma               | Piazza Navona                        | Attribuzione certa |
|          | Altari                                 | 1649 circa               | Architettura                    | Marmi e stucco                       | Italia             | Roma               | Chiesa dei Santi Domenico e Sisto    | Attribuiti al Bernini i progetti dell'altar maggiore e della prima cappella a destra della chiesa, ornata dal Noli me tangere di Antonio Raggi                                                                        |
|          | Cappella di Santa Barbara              | 1652-1654                | Architettura, scultura          | Marmi                                | Italia             | Rieti              | Cattedrale di Santa Maria Assunta    | Attribuzione certa. Bernini assunse la direzione dei lavori dal 1652, dopo un'iniziale progettazione di Pietro Vanni e Giovan Pietro Moraldi                                                                          |
|          | Palazzo Montecitorio                   | 1653-seguenti            | Architettura                    | Travertino e laterizio               | Italia             | Roma               | Piazza di Monte Citorio              | Attribuzione certa |
|          | Palazzo Pontificio                     | 1655-1667                | Architettura                    |                                      | Città del Vaticano | Castel Gandolfo    | Piazza della Libertà                 | Lavori all'interno del palazzo, opera del Maderno, durante il pontificato di Alessandro VII Chigi. Sicuramente al Bernini spetta la galleria dell'ala occidentale affrescata da Pier Leone Ghezzi                     |
|          | Santuario di Santa Maria di Galloro    | 1655-1667                | Architettura                    | Travertino, laterizio, stucco        | Italia             | Ariccia            | Via Appia Nuova                      | Il Bernini partecipò alla ristrutturazione del santuario voluta da Alessandro VII |
|          | Piazza San Pietro                      | 1657-1667                | Architettura                    | Travertino, laterizio                | Italia             | Roma               | Piazza San Pietro                    | Attribuzione certa. Bernini assunse la direzione dei lavori dal 1656. L'opera rimase incompleta del cd. Terzo braccio per la morte del papa Alessandro VII                                                            |
|          | Collegiata di San Tommaso da Villanova | 1658-1661                | Architettura, scultura          | Marmo, travertino, laterizio, stucco | Italia             | Castel Gandolfo    | Piazza della Libertà                 | Attribuzione certa |
|          | Chiesa di Sant'Andrea al Quirinale     | 1658-1670                | Architettura, scultura          | Marmo, travertino, laterizio, stucco | Italia             | Roma               | Via del Quirinale                    | Attribuzione certa |
|          | Collegiata di Santa Maria Assunta      | 1662-1664                | Architettura, scultura          | Marmo, travertino, laterizio, stucco | Italia             | Ariccia            | Piazza di Corte                      | Attribuzione certa |
|          | Scala Regia                            | 1663-1666                | Architettura                    | Marmo, travertino, stucco            | Città del Vaticano | Roma               | Piazza San Pietro                    | Attribuzione certa |
|          | Palazzo Odescalchi                     | 1665                     | Architettura                    | Travertino e laterizio               | Italia             | Roma               | Piazza Santi Apostoli                | Attribuzione certa |
|          | Villa Rospigliosi                      | 1667 circa               | Architettura                    |                                      | Italia             | Lamporecchio       | Via di Spicchio                      | Attribuzione incerta. Forse Bernini fornì il disegno per papa Clemente IX, mentre il cantiere fu portato avanti da Mattia de' Rossi.                                                                                  |
|          | Fontana di Palazzo Antamoro            | 1667-1669                | Architettura, scultura          | Travertino e stucco                  | Italia             | Roma               | Via della Panetteria                 | Opera probabilmente di bottega. Lo stemma al centro, un tempo Rospigliosi, è stato sostituito con quello Antamoro nel XVIII secolo                                                                                    |
|          | Sala Ducale                            | Anni '60 del XVII secolo | Architettura                    |                                      | Città del Vaticano | Roma               | Vaticano                             | Attribuzione certa. Unificazione di due ambienti preesistenti |
|          | Monterano                              | 1677-seguenti            | Architettura, scultura          |                                      | Italia             | Canale Monterano   |                                      | Attribuzione certa. Trasformazione della fortezza in palazzo e progetto della chiesa e convento di San Bonaventura, della fontana ottagonale antistante e della Fontana del Leone                                     |